# Abdellatif Abid
Pour les articles homonymes, voir Abid.
Abdellatif Abid (arabe : عبد اللطيف عبيد), né le 1er octobre 1947 à Korba, est un linguiste, universitaire et homme politique tunisien.
Depuis 2014, il assume la fonction de secrétaire général adjoint de la Ligue arabe.

## Biographie

### Enfance et études
Abdellatif Abid naît à Korba (gouvernorat de Nabeul) le 1er octobre 1947. Il étudie dans cette même ville, à l'Institut secondaire Ibn-Charaf, où il se lie avec des étudiants venant d'autres pays d'Afrique. Il poursuit sa scolarité à l'université de Tunis, au département de langue arabe de la faculté des sciences humaines et sociales. Il en sort diplômé d'un PhD, à la suite de travaux sur la terminologie et le vocabulaire agricole utilisé dans la région de Korba.

### Carrière universitaire
Il enseigne ensuite dans les villes de Grombalia, Jendouba et Korba. Il devient parallèlement un expert pour les organisations suivantes : l'Organisation arabe pour l'éducation, la culture et les sciences (ALECSO) et l'Organisation du monde islamique pour l'éducation, les sciences et la culture (ISESCO).
Entre 1978 et les années 2010, il est professeur à l'Institut supérieur des langues de Tunis (spécialité langues arabes) au sein de l'université de Carthage. Il est l'ancien président et membre du conseil d'administration de la Fédération des traducteurs arabes, ancien membre du bureau exécutif de l'Organisation arabe de la traduction (basée à Beyrouth au Liban) et ancien membre correspondant de l'Union de la langue arabe (groupe scolaire basé à Damas en Syrie et au Caire en Égypte).

### Carrière politique
Il commence à militer politiquement dans sa jeunesse au Mouvement des démocrates socialistes, dont il est membre lorsqu'Ahmed Mestiri le préside. Entre 1981 et 1990, il assume des responsabilités, notamment dans la région de Nabeul. Il est ensuite élu au sein du bureau politique, jusqu'à sa démission en mai 1992, jugeant que le parti avait dévié de ses objectifs démocratiques initiaux. Il s'engage ensuite avec des activistes pro-démocratie menées par Mustapha Ben Jaafar. En avril 1994, il devient l'un des membres fondateurs de la Ligue tunisienne des droits de l'homme et son responsable dans la région de Korba ; il poursuit cet engagement en étant aussi membre fondateur du Conseil national pour les libertés en Tunisie. Parmi ses prises de position, on relève la défense d'une unité maghrébine et de l'imbrication entre mondes africain et islamique.
Il est l'un des membres fondateurs du parti Ettakatol. Élu le 23 octobre 2011 à l'assemblée constituante dans la première circonscription de Nabeul, il est nommé ministre de l'Éducation dans le gouvernement Hamadi Jebali, le 24 décembre 2011, succédant à Taïeb Baccouche. Durant son mandat de ministre, il suscite une polémique à propos du Harlem shake. Il démissionne de l'assemblée le 28 avril 2014 pour se consacrer à son nouveau poste de secrétaire général adjoint de la Ligue arabe,.

## Vie privée
Il est marié et n'a pas d'enfants.

## Publications
- (ar) al-Kitab al-asasi, Le Caire, American University in Cairo Press, 2009, 384 p. (ISBN 9789774162343).